# Russell Weir
Russell Weir (Dunoon, 11 juli 1951 – Greenock, 21 september 2022) was een Schotse golfprofessional.
Russell Weir werd in 1960 jeugdlid van de Cowal Golf Club. In 1968 won hij de Scottish Boys en hij werd captain van het nationale team. Hij is getrouwd, heeft twee kinderen en woont in zijn geboorteplaats Dunoon.

## Clubpro
Weir werd in 1971 professional. Hij trouwde in 1977 en werd in 1979 clubpro op Cowal Golf Club in Dunoon, Schotland. Hij heeft vijf keer de Schotse Order of Merit gewonnen.
Russell Weir speelde regelmatig het International Broekpolder Golf Tournament (IBGT), het teaching-pro kampioenschap dat van 1983-1993 op Golfclub Broekpolder gespeeld werd. Hij won het drie keer, maar haalde ook het nieuws toen hij in 1991 spelend met John Woof zijn linker scheen- en kuitbeen brak tijdens een tee-shot. Het duurde tien maanden voordat hij weer kon spelen. Een paar maanden later overkwam Richard Boxall hetzelfde tijdens het Brits Open op Royal Birkdale.
Weir speelde acht keer in de PGA Cup, dat in zijn tijd niet door het Brits-Ierse team gewonnen werd. In 2011 werd hij de captain van het Brits-Ierse team.

## Playing pro
Weir speelde van 1988-1991 op de Europese PGA Tour. Hij heeft zeven keer aan het Brits Open meegedaan en in 2000 verloor hij daar de play-off van Bob Cameron. 
In 2001 verscheen hij op de Europese Senior Tour en won zijn zesde toernooi. 

## Gewonnen
Nationaal
- 1986: Scottish Northern Open Championship, UK Club Pro Champion
- 1987: Glenmuir PGA Professional Championship, UK Club Pro Champion
- 1988: Glenmuir PGA Professional Championship

Internationaal
- 1998: IBGT
- 1999: IBGT
- 1993: IBGT

Senior Tour
- 2001: Temes Greek Open

Russel Weir heeft veertien baanrecords op zijn naam staan.

## Teams
- PGA Cup: 1986, 1988, 1990, 1992, 1994, 1996, 1998 en 2000 ; 2011 (captain)